# ریپینگتونز
ریپینگتونز (انگلیسی: The Rippingtons) یک گروه موسیقی جاز آمریکایی است.
این گروه موسیقی از سال ۱۹۸۶ تاکنون فعال میکند و ۱۸ آلبوم استودیویی و ۲ آلبوم زنده منتشر کرده است.